# Naleraq
Naleraq, tidigare Partii Naleraq, är ett grönländskt parti som bildades i januari 2014, och som fick tre mandat i det grönländska landstingsvalet 28 november samma år. 
Partiet grundades av den tidigare landsstyreformanden Hans Enoksen, som 2013 lämnade partiet Siumut . Enoksen avgick som partiledare av personliga skäl den 21 juni 2022 och fyra dagar senare valdes Pele Broberg till ny partiledare.
I februari 2021 bytte partiet namn till Naleraq och moderniserade  logotypen för att öka synligheten bland yngre väljare.  Efter valet till landstinget 2021, där partiet fick fyra mandat, ingår det tillsammans med Inuit Ataqatigiit i den styrande koalitionen och har två ministrar i regeringen.
Ved landstingsvalet den 11 mars 2025 blev Naleraq det näst största partiet med 24,5 procent av rösterna och åtta mandat.